# Милоје Ратковић
Милоје Ратковић (Мраморак, 5. април 1996) је српски шаховски велемајстор. Дипломирао је 2018. на Правном факултету Универзитета у Београду.

## Шаховска каријера
Милоје је почео да игра шах са 7 година. Био је јуниорски шампион Србије 2014. Представљао је Србију на Светском јуниорском првенству у шаху у Ханти Мансијску 2015. Играо три пута на Државном првенству Србије. Победио је на многим блиц и рапид такмичењима у шаху.
Члан је Шаховског клуба ,,Нафтагас" из Елемира. Такође, члан је немачког шаховског клуба "ТСВ Шенаих".